# Azoumana Moutaye
Azoumana Moutaye, né en 1955 à Kouakou-Krakro, est un homme politique ivoirien. Il a été Ministre de la Culture et de la Francophonie, puis Ministre de l’Entrepreneuriat national, de l’Artisanat et de la Promotion des PME de Côte d’Ivoire. Il est le président du parti politique Mouvement des Forces d’Avenir(MFA).

## Biographie

### Origine et formation
Azoumana Moutaye naît en 1955 à Kouakou-Krakro, dans la sous-préfecture de Kouassi-Datèkro, à l'est de la Côte d'Ivoire. Après l'obtention de son Baccalauréat série C en 1975, il étudie à l'Ecole nationale Supérieure des Travaux Publics (ENSTP) de Yamoussoukro, où il obtient en 1980 un diplôme d’ingénieur des Travaux Publics.

### Carrière professionnelle
Azoumana Moutaye commence sa carrière prefessionnellle en aût 1980 en tant qu'adjoint au Directeur départemental des Travaux Publics, des transprts, de la construction, et de l'urbanisme de Séguéla. En aout 1981, il est promu Directeur départemental des Travaux Publics et des Transports de Guiglo, Abidjan et Katiola. Il demeure à ce poste jusqu'au 16 septembre 2000, date de sa nomination en qualité de Directeur régional des infrastructures économiques des Lagunes à Abidjan. Une année plus tard (en septembre 2001), il devient Administrateur de société et consultant auprès des entreprises chargées de l'entretien routier dans le cadre de la privatisation de l'entretien routier en Côte d'Ivoire, pour une durée de trois ans. Entre janvier et mars de l'année 2004, il est d'abord Inspecteur technique du Ministère des infrastructures économiques, avant d'occuper le poste de Conseiller technique routier du Ministre d'Etat, ministre des Transports, du 24 mars 2004 au 22 mars 2006. Il est ensuite nommé Directeur de Cabinet du Ministre des Transports (du 22 mars à décembre 2006). A partir de janvier 2007, il occupe succesivement les postes de Conseiller technique du Sécrétaire général de la fluidité routière, de Secrétaire permanent du Comité national de Facilitation, de Coordonnateur national du projet de construction de postes de contrôle juxtaposés (PCJ), de Consultant dans les domaines des Transports routiers, avant d'intégrer le gouvernement Soro II en mars 2010.

### Carrière politique
Azoumana Moutaye intègre le gouvernement de Côte d'Ivoire le 12 mars 2010 en tant que Ministre de la Culture et de la Francophonie. Il demeure à ce poste jusqu'en décembre 2010. Lors des élections législatives de décembre 2011, il est élu député de l'Assemblée nationale de Côte d'Ivoire dans la circonscription éléctorale Boahia, Kouassi-Datèkro et sous-préfectures,. Le 12 janvier 2016, il est nommé à nouveau Ministre, mais cette fois-ci à la tête du Ministère de l’Entrepreneuriat national, de l’Artisanat et de la Promotion des PME,. En janvier 2017, il est remplacé à ce poste par Souleymane Diarrassouba.
Azoumana Moutaye est élu président du Mouvement des Forces d’Avenir (MFA) le 12 avril 2015,,.